# Häxprocessen i Eichstätt
Häxprocessen i Eichstätt var en häxprocess som ägde rum i Eichstätt i Tyskland 1617-1630.
Det katolska biskopsfurstendömet Eichstätt var i samtiden känd för sina häxförföljelser. Omtalade processer ägde rum 1494, 1532, 1535 och 1562, 
när de fortfarande var relativt sällsynta på andra håll, och fallet från 1532 var vida publicerat. Mellan 1590 och 1593 ägde en stor process rum med ungefär ett dussin dödsoffer, där tyvärr lite dokumentation återstår. Eichstätt regerades från 1500-talets slut av flera biskopar som var stränga anhängare av motreformationen, och deras förföljelser gjorde att biskopsdömet utpekades som ett föredöme för häxjakt av juridiska fakulteten vid det katolska universitet i Ingolstadt, som utan framgång rekommenderade att Bayern skulle följa dess exempel. 
1612 utnämndes Johann Christoph von Westerstetten (1565-1636) till furstebiskop, efter att ha presiderat över häxprocessen i Ellwangen. Han påbörjade 1617 en utredning kring häxeri i biskopsstiftet, som ledde till att människor avrättades för häxeri varenda år från 1617 till 1630, vilket var en exceptionellt lång häxjakt, med sin egen häxkommission. Dokumentationen är bara delvis bevarad och det exakta antalet dödsoffer är inte känt, men doktor Maximilian Kolb, häxkommissionär i Eichstatt 1624-1628, uppger att han avrättade 274 under de år han var i tjänst. 150 offer är säkert identifierade. 
Häxjakten karaktäriserades av ohämmad tortyr för att få åtalade att bekänna och utpeka andra; en fiskarkvinna och en bondkvinna utpekade till exempel ut 223 och 261 medbrottslingar vardera, något som höll igång häxjakten i 13 års tid. Många gripna var gifta med stadens högsta ämbetsmän, eller själva ämbetsmän, och bland dem fanns Maria Richel (bränd 1621), gift med kansler Bartholomaus Richel, prästen Johann Reichard (1573-1644), som stod emot tortyren och dömdes till långvarig husarrest. Häxjakten upphörde på grund av den allmänna oppositionen mot de många pågående massprocesserna runtom i södra Tyskland, som togs upp vid den kejserliga riksdagen i Regensburg 1630. Westerstetten tvingades lämna Eichstatt då staden erövrades av den svenska armén. 